# Чжу Юйцзянь
Чжу Юйцзянь (Тан-ван; кит. 朱聿鍵; 25 мая 1602 — 10 октября 1646) — девятый великий князь Тан (Тан-ван) (1632—1636, 1644—1645), четвёртый китайский император династии Южная Мин (1645—1646), старший сын великого князя Тан Чжу Шэна (? — 1629). Потомок в 9-м колене первого минского императора Чжу Юаньчжана.
Личное имя — Чжу Юйцзянь (朱聿鍵), правил под девизом Лунъу (隆武, Возвышенная Воинственность).

## Биография
В 1632 году после смерти своего деда Чжу Шоухуана получил титул великого князя Тан (Тан-вана). В 1636 году Чжу Юйцзянь был лишен своего удела и заключен в темницу. Южно-минский император Чжу Юсун в 1644 году освободил из темницы Тан-вана (Чжу Юцзяня), который вторично принял титул Тан-вана, так как находившийся в уделе его наследник был казнен повстанцами в 1641 году. В 1645 году после разгрома и пленения маньчжурами Чжу Юсуна великий князь Тан Чжу Юцзянь бежал в Ханчжоу, а оттуда в Фуцзянь. В Фучжоу Чжу Юйцзянь был объявлен императором. Его поддерживали влиятельные полководцы и сановники Чжэн Чжилун, Чжан Кэнтьтан и Хуан Даочжоу. Вместо того чтобы объединить силы для совместной борьбы с маньчжурскими завоевателями, начал междоусобную борьбу за власть с другим императором Чжу Ихаем. Осенью 1646 года маньчжурская армия разгромила войска Тан-вана в битве в ущелье Сяньсягуань. В боях за крепость Тинчжоу минские войска потерпели новое поражение. Маньчжуры обезглавили более десяти тысяч пленных китайцев, в том числе самого Тан-вана и его свиту.